# Roitzschjora
Roitzschjora ist ein Ortsteil der Gemeinde Löbnitz im Landkreis Nordsachsen des Freistaates Sachsen. Die Gemeinde mit ihren Ortsteilen Roitzsch und Jora wurde am 1. September 1973 nach Löbnitz eingemeindet.

## Geographische Lage

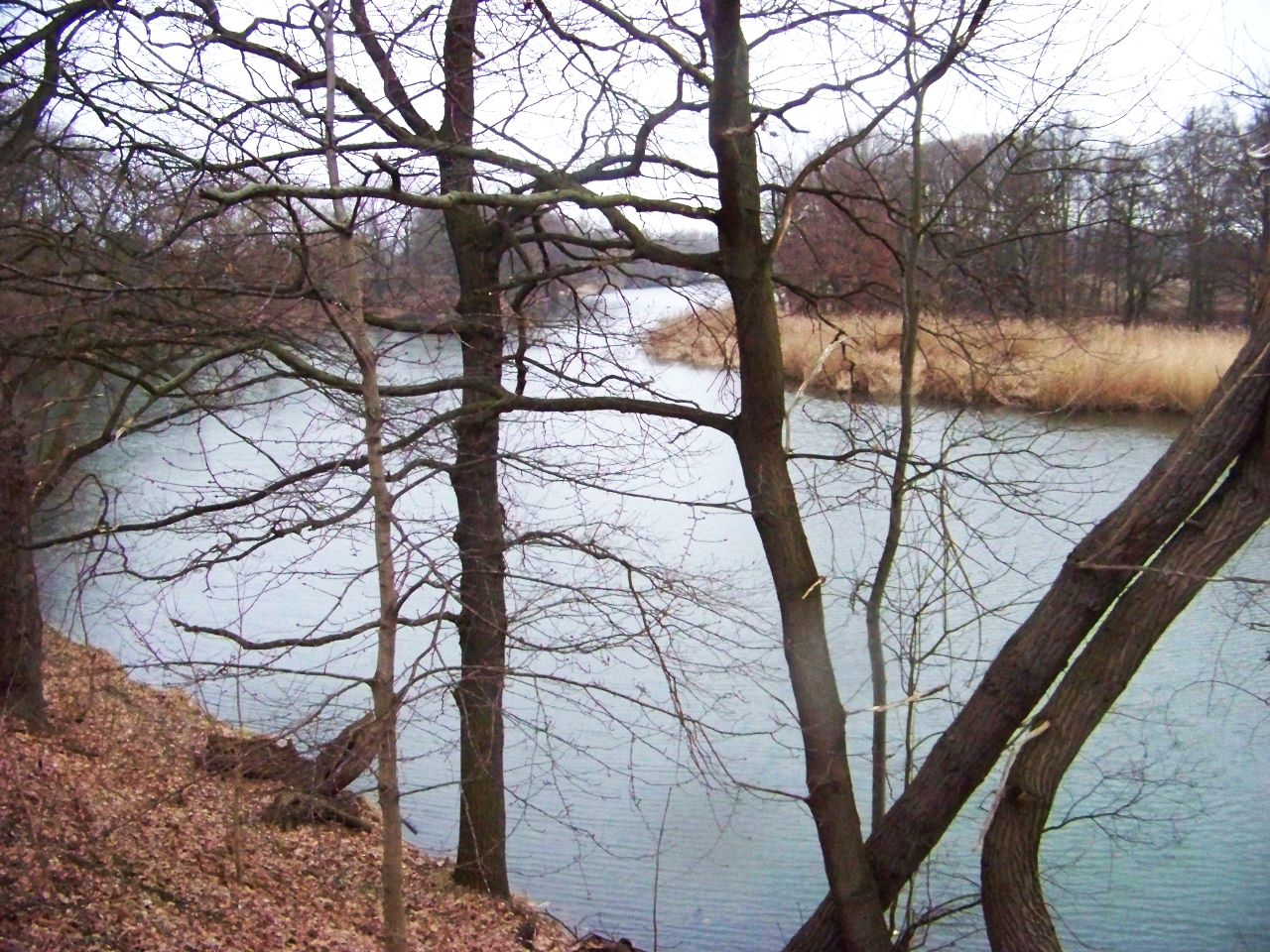
Die Mulde bei Roitzschjora

Der Ortsteil Roitzschjora liegt zwischen Löbnitz im Westen und Bad Düben im Osten an einem Altarm der Mulde, der in diesem Bereich die Landesgrenze zu Sachsen-Anhalt bildet. Nördlich des Orts beginnt die Dübener Heide.

## Geschichte

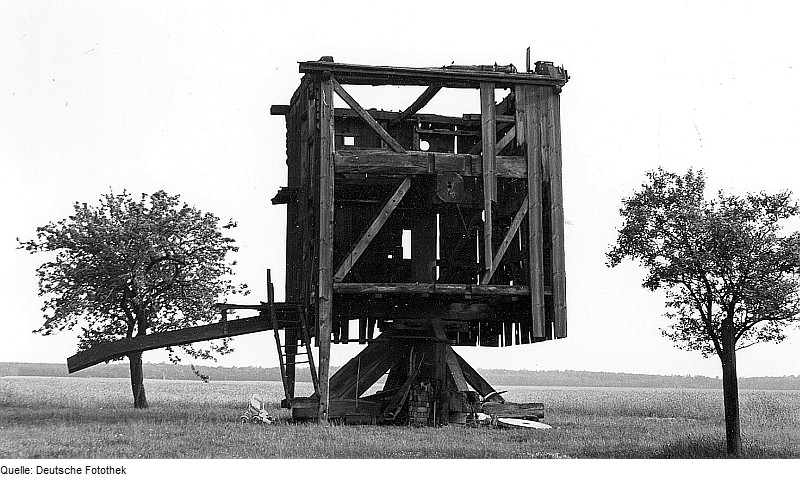
Die Bockwindmühle, 1976

Roitzsch und Jora waren ursprünglich zwei Orte, die im Vergleich zu den Nachbarorten sehr spät erwähnt wurden. Kirchlich gehörten sie zur Löbnitzer Kirche, bezüglich der Grundherrschaft zum Rittergut Löbnitz. Roitzsch wurde 1466 in einem Lehnbrief für die Brüder von Schönfeldt als wüste Mark bezeichnet. Ab Ende des 15. Jahrhunderts wurden Roitzsch und Jora auch als „große“ und „kleine Sorge“ oder Sorgau bezeichnet. Im Dreißigjährigen Krieg wurden beide Orte 1637 zerstört und lagen um 1642 für mehrere Jahrzehnte wüst. Die Brüder Erich und Adolph von Schönfeldt veranlassten den Wiederaufbau von Roitzsch.
Roitzsch und Jora gehörten bis 1815 zum kursächsischen Amt Delitzsch. Durch die Beschlüsse des Wiener Kongresses kamen beide Orte zu Preußen und wurden 1816 dem Kreis Delitzsch im Regierungsbezirk Merseburg der Provinz Sachsen zugeteilt. 1836 fand der Zusammenschluss von Roitzsch und Jora statt und es wurde erstmals ein gemeinsamer Gemeinderat für den nun als „Roitschjora“ bezeichneten Ort gewählt.
Im Zuge der Kreisreform in der DDR 1952 wurde Roitzschjora dem Kreis Delitzsch im Bezirk Leipzig zugeteilt. Zwei Jahre später brach durch ein Hochwasser der Damm der nördlich des Orts gelegenen Mulde. Im Jahre 1962 wurde in der Roitzschjoraer Muldenaue durch die LPG „Aufbau“ erstmals mit ökologisch orientiertem Wegebau in der DDR begonnen.
Roitzschjora wurde am 1. September 1973 nach Löbnitz eingemeindet. Mit diesem kam der Ort 1994 zum Landkreis Delitzsch und 2008 zum Landkreis Nordsachsen.
Von 1999 bis 2016 fand hier, auf dem Flugplatz Roitzschjora, jährlich im Juli das With Full Force Festival statt. 
Ab 2017, konnte die Durchführung des Festivals auf dem Flugplatz Roitzschjora durch die einhergehenden steigenden Sicherheitsanforderungen der örtlichen Ordnungsbehörden und dem bisherigen Veranstalter nicht mehr gewährleistet werden. 
Dies fand mit neuen Veranstalter erstmals auf dem Ferropolis-Gelände bei Gräfenhainichen statt und wurde im  September 2018 von With Full Force in Full Force geändert.
Seit 2024 erlebt das Festival unter der alten Veranstaltercrew einen Neuanfang. Dies findet mit neuem Namen, Full Rewind Festival, wieder auf dem Flugplatz satt.

## Sehenswürdigkeiten
Die Bockwindmühle von Roitzschjora erhielt 1843 ihren heutigen Standort (51° 35′ 7,7″ N, 12° 29′ 5,2″ O). 2017 war die Bockwindmühle nicht mehr am Standort feststellbar.

## Verkehr
Im Ort befindet sich der Flugplatz Löbnitz-Roitzschjora. Südlich des Orts verläuft die B 183a.